# Ушенин, Андрей Валерьевич
Андре́й Вале́рьевич Уше́нин (1 декабря 1983, Майкоп, Адыгейская АССР, СССР) — российский футболист, защитник и полузащитник.

## Карьера
Профессиональную карьеру начал в 2002 году в анапском «Спартаке». В 2003 году перешёл в «Кубань», за которую выступал до августа 2008 года, когда был отдан в аренду ярославскому «Шиннику» до 22 ноября 2008 года. В 2007 году в последнем туре выступая за «Кубань» забил два гола «Локомотиву», победив «Локомотив» со счетом 2:3 в Москве. 3 ноября 2008 года в матче 27-го тура чемпионата России с «Крыльями Советов» заменил в воротах «Шинника» удалённого Сергея Песьякова (лимит замен был исчерпан) и кроме Андрея Ушенина никто не решился заменить голкипера, будучи в другом амплуа. После завершения аренды вернулся в «Кубань», руководство которой пыталось подыскать Ушенину новую команду, однако, сделать этого не удалось, и он был включён в заявку «Кубани» на сезон 2009 года. Всего в сезоне 2009 года провёл 19 матчей в чемпионате за родной клуб «Кубань», особенно проявив себя в домашних матчах с ЦСКА, «Спартаком» и «Локомотивом». В январе 2010 года в интервью объявил, что может покинуть «Кубань», которая затем 18 января отправилась на первый зарубежный сбор без него. 7 апреля 2010 года появилась информация, что Ушенин может перейти в «Балтику», с которой заключил соглашение до конца года. 8 апреля был официально заявлен в состав «Балтики». Перед сезоном 2011/12 перешёл в новороссийский «Черноморец». Зимой 2012 года перешёл в клуб «Луч-Энергия» из Владивостока.
5 августа 2018 года принял участие в первом официальном матче возрождённой болельщиками и бывшими игроками клуба команды «Кубань», выйдя на поле во втором тайме поединка.
С 2024 года возглавляет футбольный клуб «Дружба» (г. Майкоп) в должности генерального директора.

## Достижения
«Кубань»
- 2-е место в Первом дивизионе России (выход в Высший дивизион): 2003, 2006, 2008